# インターラーケン修道院
インターラーケン修道院（ドイツ語: Kloster Interlakenまたはドイツ語: Augustinerchorherrenstift）は、スイスベルン州のインターラーケンに1133年頃から1528年まで存在した、アウグスティヌス主義キャノン・レギュラーの修道院。現存している建築物は、スイスの重要文化財に指定されている。。

## 歴史
1133年に神聖ローマ皇帝ロタール3世がこのオーバーホーフェン家のセリゲル男爵によって創始された修道院を保護下に置いたのが、インターラーケン修道院の修道院長が歴史に言及された最初の出来事である。ローザンヌ教区に属した。1133年の記録によれば、修道院に所属する者たちが修道院長を選出することを許されており、宗教施設の管理官も選ぶことができた。12世紀の間、修道院長はローマ教皇だけでなく司祭の認証を受けていた。1247年までに、修道女も修道院に入るようになっていた。12世紀の間はフォン・エッシェンバッハ家が管理官であったが、1308年にヨーハン・パリツィーダが伯父のローマ王アルブレヒト1世を暗殺するのをヴァルター・フォン・エッシェンバッハが幇助したので、1318年にアルブレヒトの息子のオーストリア公レオポルト1世が管理官に選ばれて、エッシェンバッハ家は管理官の地位を失った。1325年にレオポルト1世が死去すると、修道院長と修道士総会は、弟のオーストリア公アルブレヒト2世を管理官に選出しており、修道院長と管理官を選定することがまだできていたのである。15世紀に入ると、ベルン政府が修道院の保護者になろうとしたが、1472年までそれは実現しなかった。
13世紀に入ると、近隣地域やアーレ渓谷、ギュルベ渓谷に対し修道院の影響力が拡大し、24の教会と数多くの村落や荘園に支配を及ぼし、地域最大の土地持ちの宗教団体となった。トゥーン湖の東側からブリエンツ湖の周囲、そしてラウターブルンネンおよびグリンデルヴァルトの渓谷地域に、支配権を持つ土地などが最も密集していた。13世紀から14世紀の初頭にかけて修道院は発展し繁栄したが、1350年頃から修道院は衝突と抗争により、修道士と修道女の減少、そして負債の増大に見舞われる。1310年の文書によると、修道院には30人の司祭と20人の信徒、そして350人の女性がいたのに対し、1472年には修道院長、次長、9人の修道士、7人の修練士と27人の修道女となっていて、借地人や近隣住民と多くの問題を抱えるようにさえなっていた。1348年に、グリンデルヴァルトとヴィルダースヴィルは、ウンターヴァルデンと相互防衛同盟を組んだ。ベルンはこれに対してベルナー・オーバーラントへ軍隊を派遣し、その結果ウンターヴァルデンと同盟軍が敗北した。1445年には邪悪同盟がインターラーケン近辺のオーバーラントで決起してベルンの徴兵と課税に対抗し、古チューリッヒ戦争へとつながっていった。

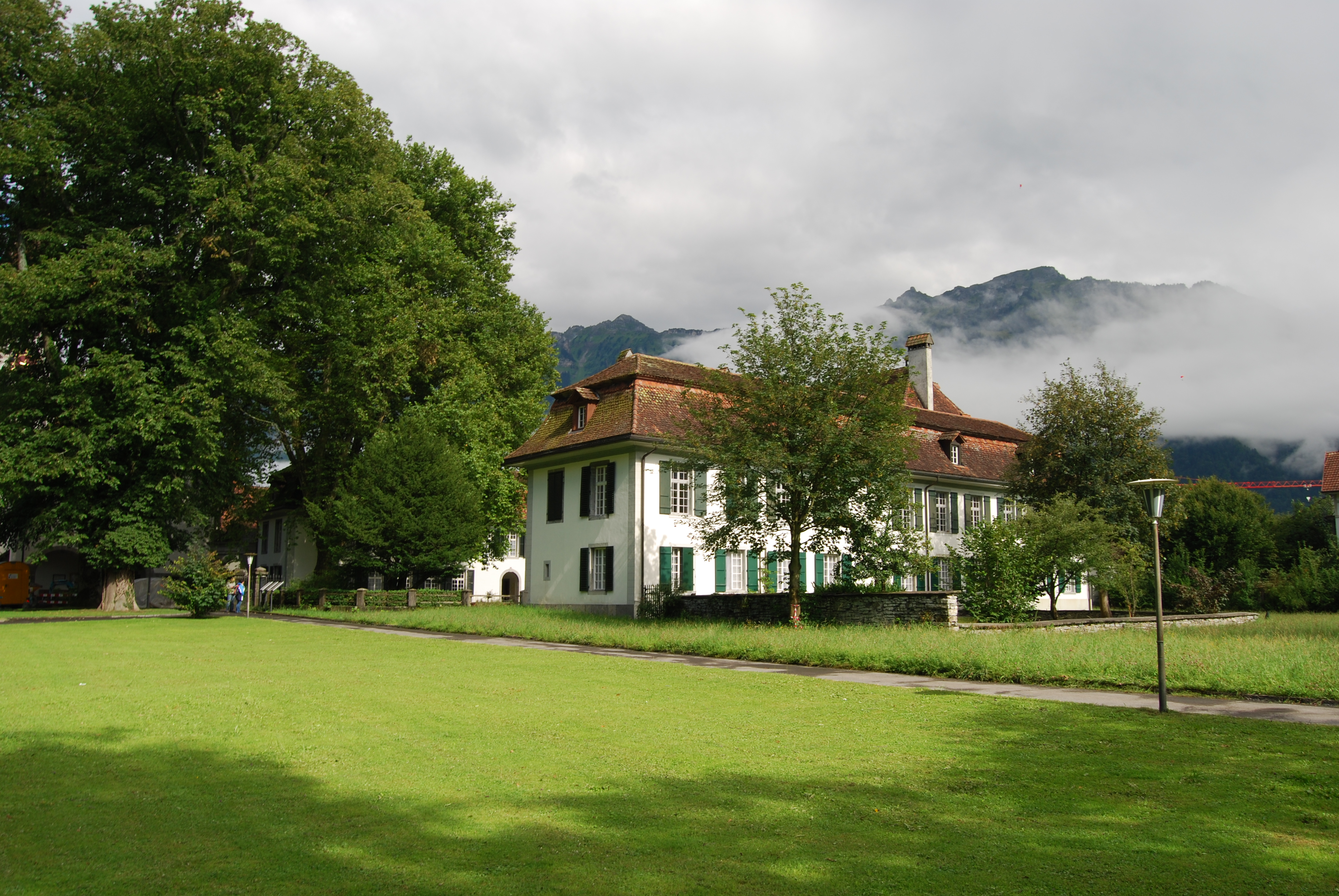
1746年から1750年にかけて築かれた「新城」は、修道院の西翼を取り壊して建てられた。

14世紀になると、修道士や修道女はほとんどの修道規則を守れなくなっていった。1472年には、修道士と修道女の間に暴力を伴う争いが起き、ローザンヌ司祭が二度も来訪して深刻な欠陥を指弾する事態に至った。修道院長は逮捕され、修道士の一部は異動されて他の修道院の者たちが代わりに入った。そして改革が行われたが、しかし修道女会は1484年に解散し、新しくベルンに開設されたセント・ヴィンセント修道院に財産が移管された。
スイスにおける宗教改革の最中の1528年、インターラーケン修道院は廃止され、世俗化された。修道士は処分金を受け取り、修道院の財産はベルンの管理官の管理下に入った。修道院の借地人たちは、税の廃止を求めて暴動を起こしたが、ベルン政府によって鎮圧された。
宗教改革の後、ベルン政府は修道院の所有していた土地からインターラーケン管理官区を創設した。修道院の建物の一部は区庁舎として使用され、その他の建物は貧困者のための病院とされた。1562年から1563年にかけて、修道院にある教会の聖歌隊席は穀物庫およびワインセラーにされた。1746年から1750年の間に、サミュエル・ティリアー長官のもと、修道院の西側の建物が取り壊されて、「新城」と呼ばれる建物が新たに建てられ、その後のインターラーケン地方の政庁となった。